# مقبلة (اسم)
مقبلة هو اسم علم مؤنث من أصل عربي، ومعناه هو من الفعل أغاث، المعينة ملبية الاستغاثة، الناصرة.

## وصلات خارجية
- موسوعة السلطان قابوس لأسماء العرب